# Graceland – Ügynökjátszma
A Graceland – Ügynökjátszma (eredeti cím: Graceland) 2013 és 2015 között futott amerikai televíziós sorozat. A műsor alkotója Jeff Eastin, a történet pedig egy három szervezet ügynökeiből összeállított csapatot követ nyomon. A főszereplők közt megtalálható Daniel Sunjata, Aaron Tveit, Brandon Jay McLaren, Vanessa Ferlito és Manny Montana.
A sorozatot az Amerikai Egyesült Államokban az USA Network adta le 2013. június 6. és 2015. szeptember 17. között, Magyarországon az RTL II tűzte műsorra 2016. március 1-jén, később az RTL Klub is műsorra tűzte.

## Cselekménye
A sorozatban egy drogbáró lefoglalt villáját alakítják át a kormány általi használatra. Ide költözik be három szervezet - az FBI, a DEA és az ICE - több ügynöke, akik a helyi alvilágba igyekeznek beépülni. Az egyikük azonban súlyosan megsebesült, helyére pedig Mike Warren, a Quanticoban frissen diplomázott FBI-ügynök kerül, aki a nagy hírnévvel rendelkező Paul Briggs mentorálásával igyekszik helyt állni.

## Szereplők
| Szereplő                    | Színész             | Magyar hang     |
| --------------------------- | ------------------- | --------------- |
| Paul Briggs                 | Daniel Sunjata      | Viczián Ottó    |
| Mike Warren                 | Aaron Tveit         | Czető Roland    |
| Catherine "Charlie" DeMarco | Vanessa Ferlito     | Solecki Janka   |
| Dale Jakes                  | Brandon Jay McLaren | Orosz Ákos      |
| Joe "Johnny" Tuturro        | Manny Montana       | Pálmai Szabolcs |
| Paige Arkin                 | Serinda Swan        | Hábermann Lívia |

## Epizódok
| Évad | Évad | Részek száma | Részek száma | Eredeti sugárzás | Eredeti sugárzás     | Eredeti adó | Magyar sugárzás   | Magyar sugárzás | Magyar adó |
| Évad | Évad | Részek száma | Részek száma | Évadbemutató     | Évadzáró             | Eredeti adó | Évadbemutató      | Évadzáró        | Magyar adó |
| ---- | ---- | ------------ | ------------ | ---------------- | -------------------- | ----------- | ----------------- | --------------- | ---------- |
|      | 1.   | 12           | 12           | 2013. június 6.  | 2013. szeptember 12. | USA Network | 2016. március 1.  | 2016. május 17. | RTL II     |
|      | 2.   | 13           | 13           | 2014. június 11. | 2014. szeptember 10. | USA Network | 2017. április 24. | 2017. május 10. | RTL II     |
|      | 3.   | 13           | 13           | 2015. június 25. | 2015. szeptember 17. | USA Network | 2017. május 11.   | 2017. május 29. | RTL II     |